# Virou
Virou est une commune rurale située dans le département de Boromo de la province des Balé dans la région de la Boucle du Mouhoun au Burkina Faso.

## Géographie
Virou est située à proximité d'un barrage de retenue important pour l'irrigation agricole.

## Économie

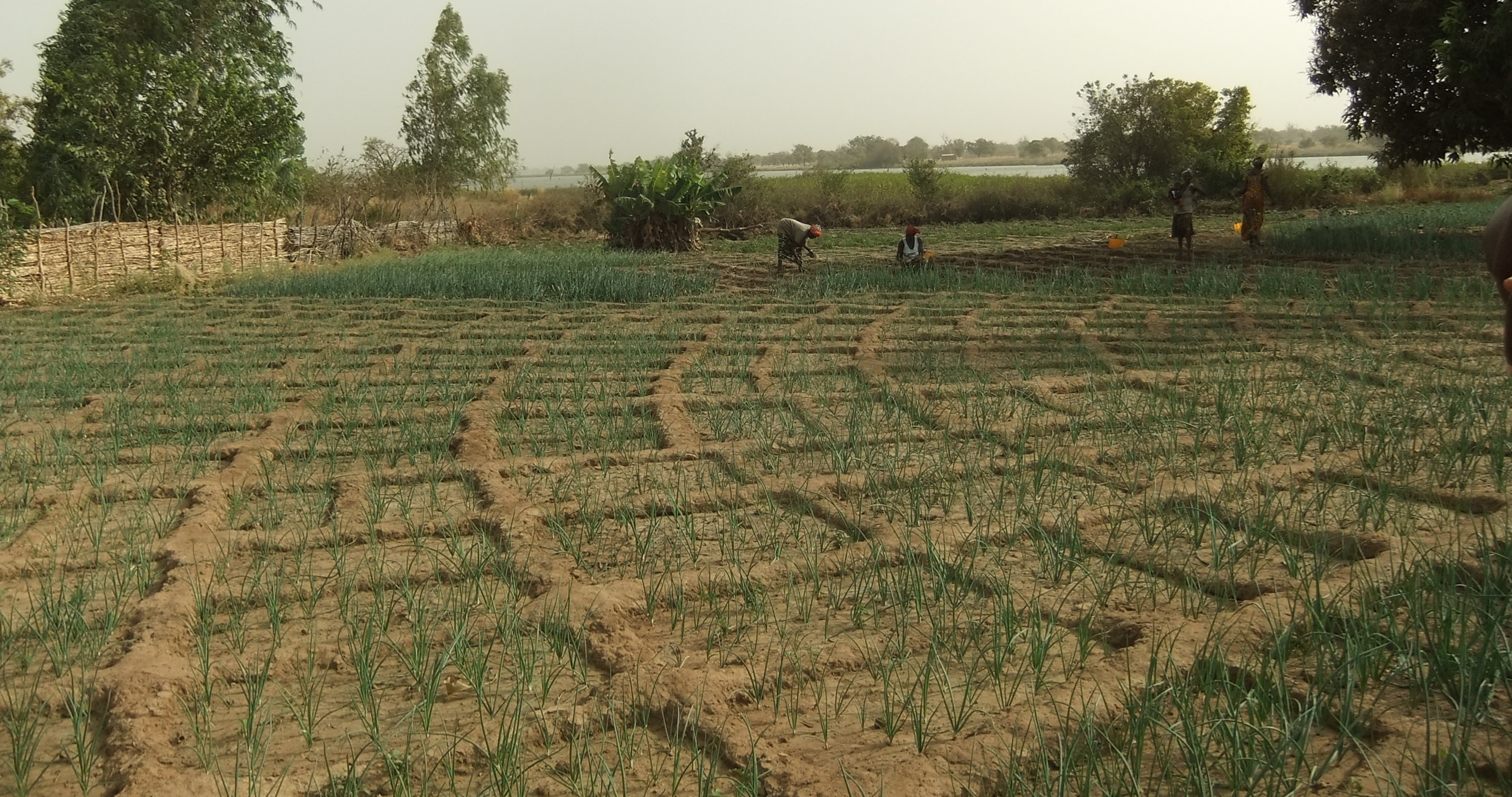
Champ d'oignons à Virou

Le coton occupe une grande partie de l'économie du village.[réf. nécessaire]